# Лесото на літніх Олімпійських іграх 2012
Лесото брала участь у літніх Олімпійських іграх 2012 року, які проходили в Лондоні (Велика Британія), в десятий раз за свою історію де її представляли 4 спортсмени у двох видах спорту. Жодної медалі олімпійці Лесото не завоювали.
Маморальо Тьока стала єдиною в команді Лесото, хто виступав на Олімпійських іграх вдруге, решта всіх - дебютували.

## Результати змагань

### Легка атлетика
| Змагання   | Спортсмени    | Відбірковий раунд | Відбірковий раунд | Відбірковий раунд | Півфінал        | Півфінал        | Півфінал        | Фінал           | Фінал           |
| Змагання   | Спортсмени    | Забіг             | Результат         | Місце             | Забіг           | Результат       | Місце           | Результат       | Місце           |
| ---------- | ------------- | ----------------- | ----------------- | ----------------- | --------------- | --------------- | --------------- | --------------- | --------------- |
| 200 метрів | Мосіто Лехата | 4                 | 20,74             | 7                 | Завершив виступ | Завершив виступ | Завершив виступ | Завершив виступ | Завершив виступ |

| Змагання | Спортсмени     | Результат | Місце |
| -------- | -------------- | --------- | ----- |
| Марафон  | Тсепо Рамонене | 2:55:54   | 85    |

| Змагання | Спортсмени      | Результат | Місце |
| -------- | --------------- | --------- | ----- |
| Марафон  | Маморальо Тьока | 2:43:15   | 90    |

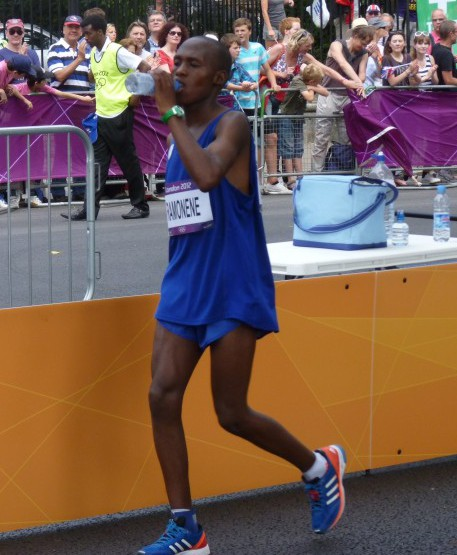
Тсепо Рамонене після закінчення чоловічого марафону
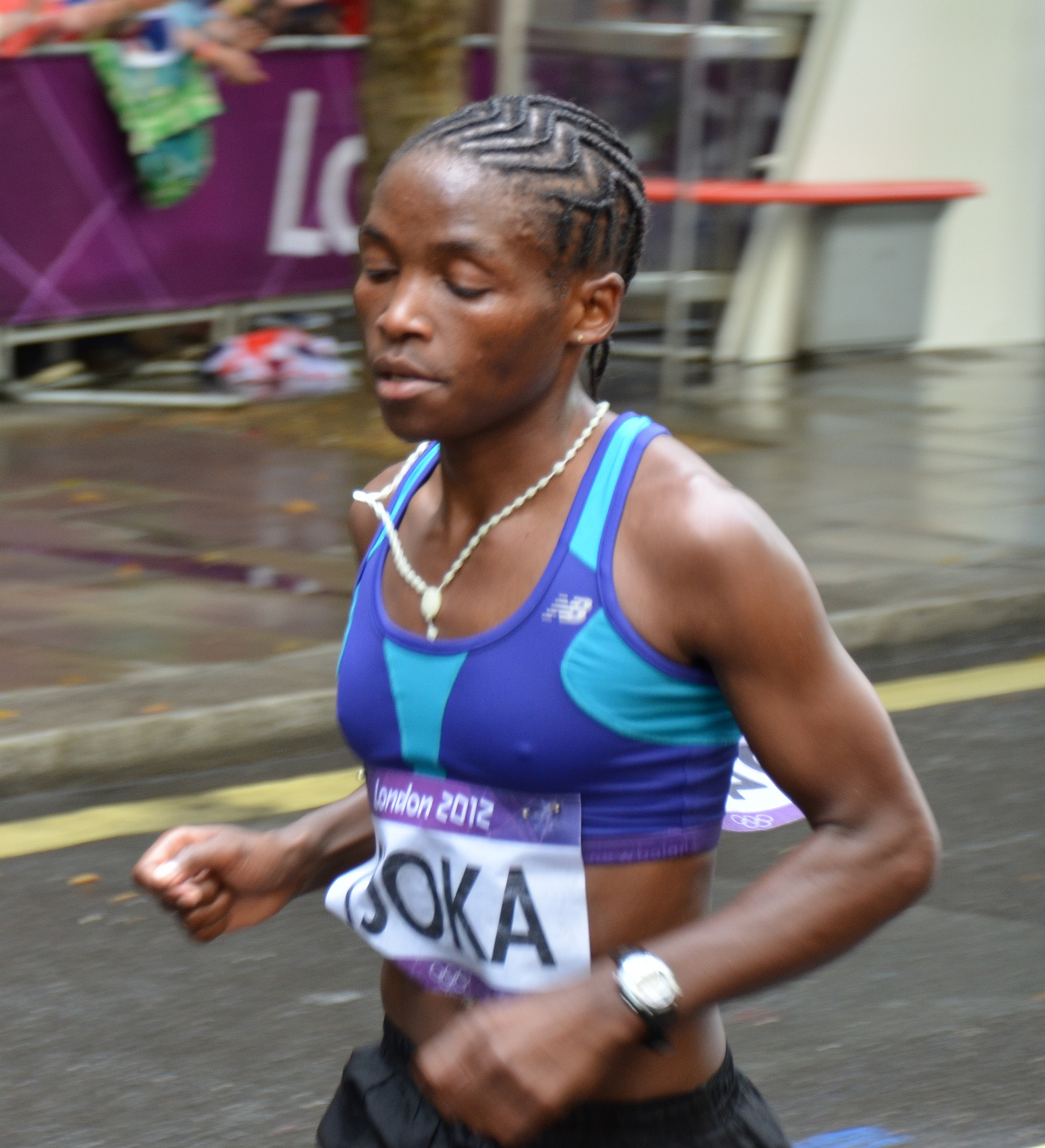
Маморалло Тьока під час жіночого марафону

### Плавання
| Змагання                 | Спортсмени    | Відбірковий раунд | Відбірковий раунд | Відбірковий раунд | Півфінал         | Півфінал         | Півфінал         | Фінал            | Фінал            | Підсумкове місце |
| Змагання                 | Спортсмени    | Заплив            | Результат         | Місце             | Заплив           | Результат        | Місце            | Результат        | Місце            | Підсумкове місце |
| ------------------------ | ------------- | ----------------- | ----------------- | ----------------- | ---------------- | ---------------- | ---------------- | ---------------- | ---------------- | ---------------- |
| 50 метрів вільним стилем | Масемпе Тхеко | 1                 | 42,35             | 3                 | Завершила виступ | Завершила виступ | Завершила виступ | Завершила виступ | Завершила виступ | 73               |